# Losgna forticeps
Losgna forticeps är en stekelart som beskrevs av Cameron 1903. Losgna forticeps ingår i släktet Losgna och familjen brokparasitsteklar. Inga underarter finns listade i Catalogue of Life.